# Jacaranda
Die Jacaranda stellen eine Gattung innerhalb der Familie der Trompetenbaumgewächse (Bignoniaceae) dar.
Die etwa 50 Arten gedeihen in der Neotropis; Ihr Hauptverbreitungsgebiet ist Brasilien.

## Beschreibung

### Vegetative Merkmale
Bei Jacaranda-Bäumen handelt es sich um mittelgroße bis große, sommer- oder immergrüne Bäume oder Sträucher. Sie haben gegen- bis wechselständige, meist doppelt oder einfach gefiederte, selten einfache, Laubblätter.

### Generative Merkmale
Es werden end- oder achselständige Rispen oder Thyrsen gebildet. Die zwittrigen Blüten sind zygomorph und fünfzählig mit doppelter Blütenhülle. Die glockenförmigen Blütenkronen sind überwiegend purpur- bis malvenfarben, einige wenige Arten haben weiße Blüten. Es sind vier didynamische Staubblätter und ein langes, teils drüsig behaartes, schopfiges Staminodium vorhanden. Die Theken der Staubbeutel sind ungleich oder es ist nur eine vorhanden. Es ist ein Diskus vorhanden. Der Fruchtknoten ist oberständig und die Narbe ist zweilappig.
Es werden elliptische bis längliche oder rundliche Kapselfrüchte gebildet. Die Samen sind geflügelt.

## Nutzung

### Forstwirtschaftliche vonJacaranda-Arten
Das Holz spielt nur bedingt eine Rolle. Einige Arten werden als Nutzpflanze angebaut. Das Holz dieser Bäume ist wertvoll und reich gemustert. Die wichtigste wirtschaftlich genutzte Jacaranda-Art ist Jacaranda obtusifolia (Syn: Jacaranda filicifolia). Das Holz der anderen Arten ist zu weich, um als Nutzholz zu dienen. Jacaranda mimosifolia heißt im Deutschen  Palisanderholzbaum; das unter dem Namen Palisander bekannte Holz stammt jedoch von der Hülsenfrüchtler-Gattung Dalbergia.

### Jacarandas als Zierpflanze

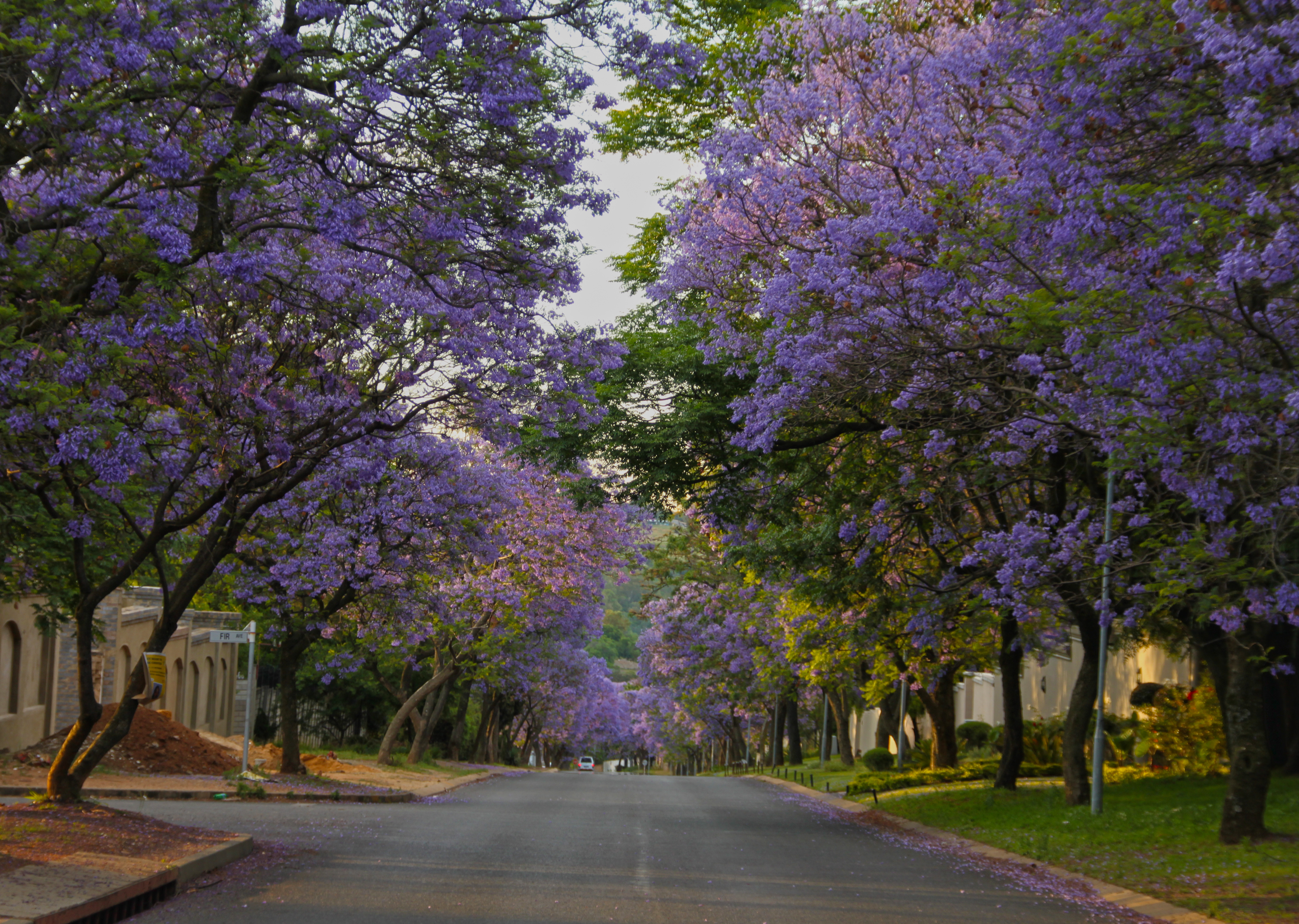
Jacaranda-Allee in Johannesburg

Ihre auffällige Blütenpracht, die etwa zwei Wochen anhält, hat dazu geführt, dass sie in vielen klimatisch geeigneten Regionen als Zierpflanzen angebaut werden. Zu den Bäumen dieser Gattung, die besonders häufig angepflanzt werden, zählt der Palisanderholzbaum (Jacaranda mimosifolia).
In Mitteleuropa, wo die Bäume aufgrund ihrer Frostempfindlichkeit nicht im Freien gedeihen, werden sie sehr selten als Zimmerpflanze angeboten. Samen von Jacaranda mimosifolia, der von Saatgutfirmen angeboten wird, keimt relativ leicht nach 7–10 Tagen aus. Zur Blüte kommt der Palisanderbaum als Zimmerpflanze jedoch nur selten. Blüten werden erst dann angesetzt, wenn die Pflanze eine Höhe erreicht, die sie als Zimmerpflanze ungeeignet macht.

## Systematik

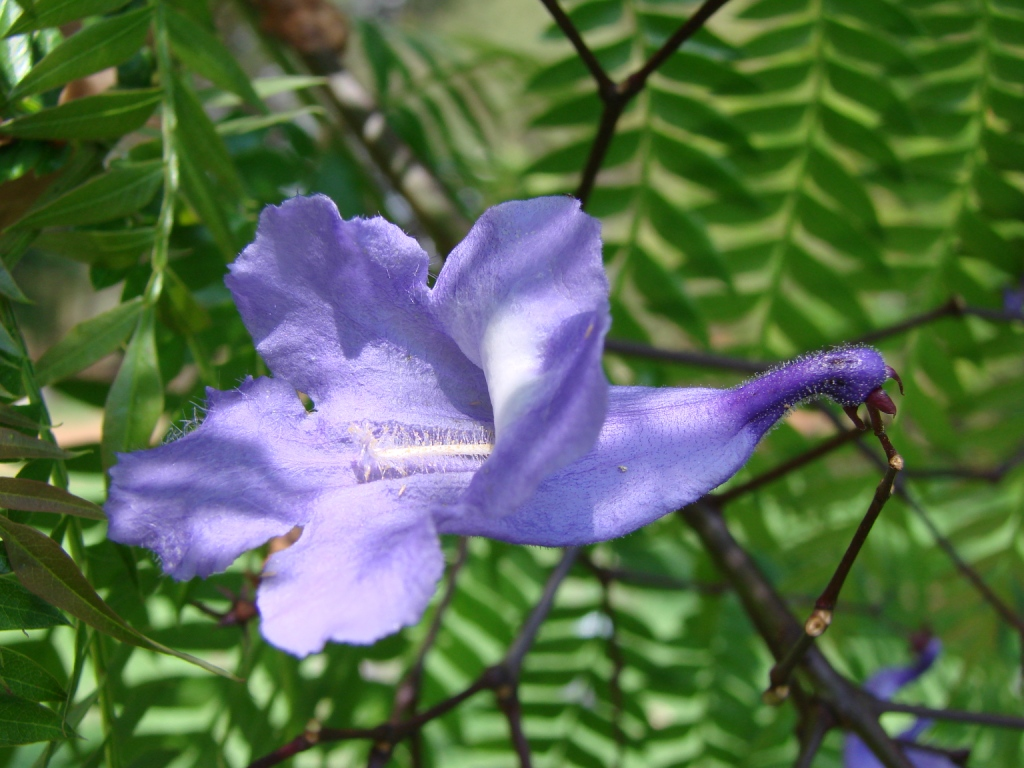
Blüte von Jacaranda cuspidifolia

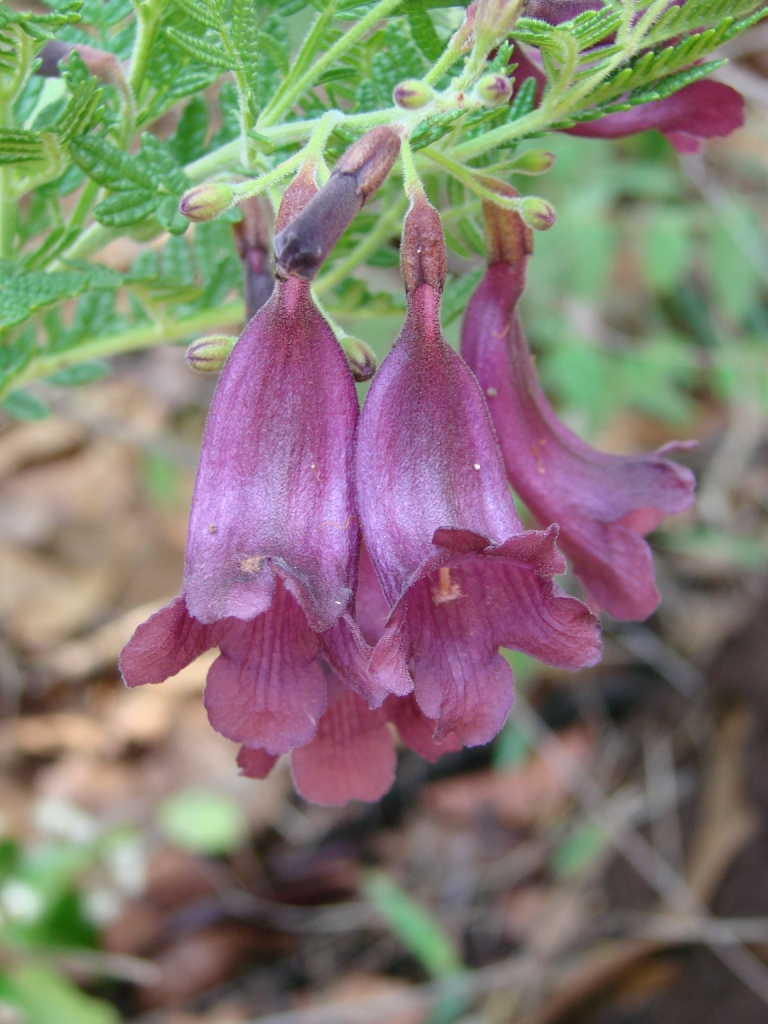
Blüten von Jacaranda ulei

### Taxonomie
Die Gattung Jacaranda wurde 1789 durch Antoine Laurent de Jussieu in Genera Plantarum, Seite 138 aufgestellt.

### Arten und ihre Verbreitung
Hier eine Auswahl an Arten:
- Jacaranda acutifolia Bonpl.: Die Heimat ist Peru.[1]
- Jacaranda arborea Urb.: Die Heimat ist Kuba.[1]
- Jacaranda caerulea (L.) J.St.-Hil.: Die Heimat sind die Inseln der Karibik, Bahamas, Kuba und Hispaniola.[1]
- Jacaranda caroba (Vell.) DC.: Die Heimat ist Brasilien.[1]
- Jacaranda caucana Pittier: Die Heimat sind Costa Rica, Panama, Kolumbien und Venezuela.[1]
- Jacaranda copaia (Aubl.) D.Don: Mit zwei Unterarten. Die Heimat sind Mittelamerika und das tropische Südamerika.[1]
- Jacaranda cuspidifolia Mart.: Die Heimat sind Bolivien, Brasilien, Paraguay und das nordöstliche Argentinien.[1]
- Jacaranda glabra (DC.) Bureau & K.Schum.: Die Heimat sind Ecuador, Kolumbien, Peru, Bolivien und das nördliche Brasilien.[1]
- Palisanderholzbaum (Jacaranda mimosifolia D.Don): Die Heimat sind Bolivien und das nordwestliche Argentinien.[1]
- Jacaranda obtusifolia Bonpl.: Mit zwei Unterarten. Die Heimat ist das tropische Südamerika.[1]
- Jacaranda praetermissa Sandwith: Die Heimat ist das nordöstliche Brasilien.[1]
- Jacaranda sparrei A.H.Gentry: Die Heimat sind das südliche Ecuador und das nördliche Peru.[1]
- Jacaranda ulei (DC.) Bureau & K.Schum.: Die Heimat ist Brasilien.[1]